# أ. جاي راموس
أ. جاي راموس (بالإنجليزية: A. J. Ramos)‏ هو لاعب كرة قاعدة أمريكي، ولد في 20 سبتمبر 1986 في لوبوك في الولايات المتحدة.

## وصلات خارجية
- أ. جاي راموس على موقع دوري كرة القاعدة الرئيسي (الإنجليزية)
- أ. جاي راموس على موقعبيزبول رفرنس.كوم (الدوري الرئيسي) (الإنجليزية)
- أ. جاي راموس على موقعبيزبول رفرنس.كوم (الدوري الثانوي) (الإنجليزية)
- أ. جاي راموس على موقع إي إس بي إن.كوم (أم.أل.بي) (الإنجليزية)
- أ. جاي راموس على موقع مشجعي الرسوم البيانية (الإنجليزية)